# Вајт Хаус (Тенеси)
Вајт Хаус (енгл. White House) град је у америчкој савезној држави Тенеси.

## Демографија
По попису из 2010. године број становника је 10.255, што је 3.035 (42,0%) становника више него 2000. године.
| Група             | 2000.         | 2010.         |
| Белци             | 6.979 (96,7%) | 9.565 (93,3%) |
| Афроамериканци    | 96 (1,3%)     | 179 (1,7%)    |
| Азијати           | 25 (0,3%)     | 86 (0,8%)     |
| Хиспаноамериканци | 74 (1,0%)     | 284 (2,8%)    |
| Укупно            | 7.220         | 10.255        |